# Estreito de Quio

O estreiro de Chios é o braço de mar que separa a ilha de Quio da costa turca

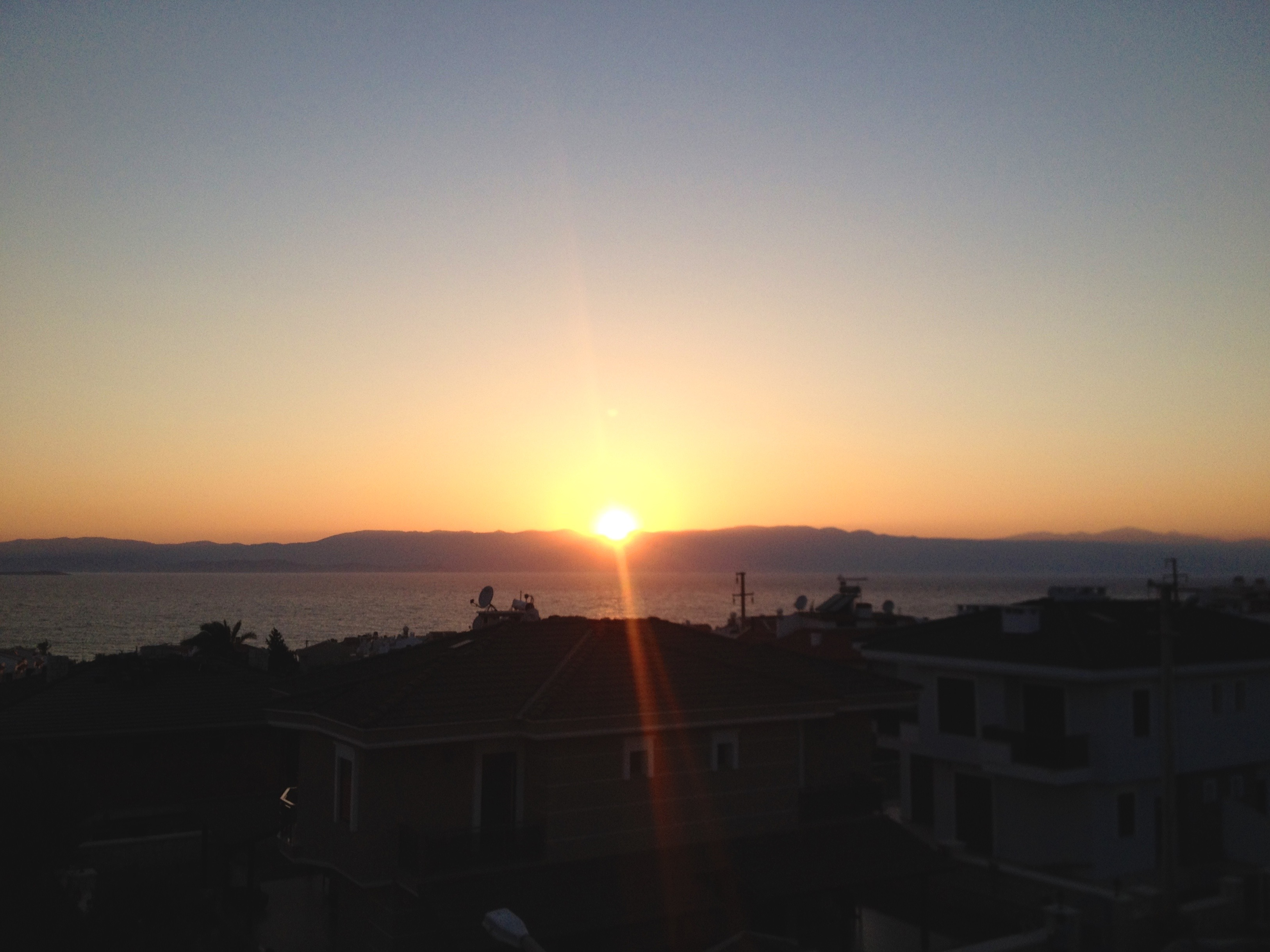
Pôr-do-sol sobre as montanhas de Quio, visto de Çeşme, Turquia

O estreito ou canal de Quio é um pequeno estreito situado na parte oriental do Mar Egeu e que separa a ilha grega de Quio da penísula de Karaburun, na costa turca da Anatólia e da Região do Egeu.
Tem 3 milhas náuticas de comprimento.
As águas deste estreito são normalmente tranquilas e constituem uma atração turística para a navegação costeira no Egeu, em ambos os países.